# Clive Lamming
Clive Lamming (geboren am 17. August 1938 in Louth) ist ein französischer Historiker. Er ist Verfasser zahlreicher Publikationen aus dem Bereich des Schienenverkehrs.

## Leben
Lammings Mutter arbeitete während des Zweiten Weltkriegs als Dolmetscherin Charles de Gaulles in London, sein Vater war Engländer. Nach ihrer Scheidung und dem Ende der Deutschen Besetzung kehrte sie mit dem sechsjährigen Clive nach Frankreich zurück.
Nach Studien der Philosophie und der Lehrerausbildung wurde er Dozent an der École normale nationale d’apprentissage und der École normale supérieure Paris-Saclay. Als Lehrer der Berufsbildung unterrichtete er Ausbilder am Centre de formation des apprentis (CFA) des staatlichen Eisenbahnunternehmens Société nationale des chemins de fer français (SNCF). 1993 promovierte er mit dem Rigorosum Évolution des politiques de traction et des techniques de traction à la SNCF an der Pariser Universität Sorbonne.
Lamming sammelt historische Dokumente und Fotos zum Thema Schienenverkehr. Als Eisenbahnhistoriker veröffentlichte Lamming zahlreiche Werke, darunter Larousse des trains et des chemins de fer, Métro insolite und Trains de légende. Er ist Mitarbeiter der Fachzeitschrift Revue générale des chemins de fer und seit 2007 Mitglied der Commission nationale des monuments historiques. 2010 war er mehrere Monate lang als Berater des Regisseurs Martin Scorsese für dessen Film Hugo Cabret tätig, 2017 beriet er Kenneth Branagh bei den Dreharbeiten des Films Mord im Orient Express. Im Juli 2011 hielt Lamming im Rahmen des G8-Gipfels in Paris zwei Vorträge zum Thema „Eisenbahn in Afghanistan“.

## Werk
Zunächst befasste sich Lamming mit der Umsetzung der realen Vorbilder bei Modelleisenbahnen. 1969 publizierte er in der Zeitschrift Loco Revue den Aufsatz Le Chemin de fer passion. De la réalité au train miniature. 1979 erschien, nach zwischenzeitlicher Mitarbeit in anderen Werken, sein erstes Buch Pratique realiste du modelisme ferroviaire.
In der Bibliothèque nationale de France waren (Stand April 2020) 107 Werke Lammings gelistet, darunter (Auswahl):
- Pratique réaliste du modélisme ferroviaire, Picador, 1979
- Les Chefs-d’œuvre du modélisme ferroviaire, Atlas, 1982
- La Grande Aventure du TGV, Larousse,
- Encyclopédie du train-jouet français, Éditions du Collectionneur, 1993
- Le Patrimoine de la SNCF et des chemins de fer français, Flohic, 1999
- Métro insolite. Guide technique et architectural du métro de Paris, Parigramme, 2001
- L’Encyclopédie Trains, la légende du chemin de fer, Nov’édit, 2003
- Paris tram. L’histoire mouvementée du tramway parisien et des petits trains en Île-de-France, Parigramme, 2003
- Larousse des trains et des chemins de fer, Larousse, 2005
- Trains de l’extrême, Éditions de Lodi, 2006
- Paris au temps des gares, Parigramme, 2011
- Trains – Histoire des chemins de fer. Développement des locomotives. Apogée des Trains à Grande Vitesse,  Éditions de Lodi, 2012
- 1915–2015, un siècle de trains miniatures, Éditions LR presse, 2015
- La grande histoire du métro parisien: de 1900 à nos jours, Éditions Atlas, 2015
- L’Orient-Express, la vraie histoire, Editions Hachette-EPA, 2017
- Paris Autobus Insolite, Parigramme, 2019
- Metro insolite - Promenades curieuses, lignes oubliées, métros imaginaires, stations fantômes, rames en tous genre, Parigramme, 2024

## Auszeichnungen
Lamming ist Preisträger der Académie française.